# Kraljevica
Kraljevica é uma cidade no oeste da Croácia na região de Kvarner, localizada entre Rijeka e Crikvenica, a aproximadamente trinta quilômetros de Opatija. A cidade é conhecida por seu estaleiro que construiu vários navios para a marinha croata.

## História
Kraljevica é uma cidade sobre a qual se escreveu já no século XIII. Hoje, além de ter o estaleiro mais antigo do Adriático, o horizonte de Kraljevica é dominado por dois castelos medievais e uma igreja dos nobres croatas Zrinski e Frankopan. O estaleiro de Kraljevica empregou Josip Broz Tito, o antigo líder da Iugoslávia, durante a primeira metade do século XX, em seus primeiros anos de organização do Partido Comunista. Depois que ele se tornou marechal da Iugoslávia após a Segunda Guerra Mundial, o estaleiro levou seu nome, até as mudanças democráticas na década de 1990. Kraljevica foi o local de um campo de concentração administrado por italianos durante a Segunda Guerra Mundial.
Hoje, Kraljevica também é um destino turístico popular na costa do Adriático. A Ponte Krk está localizada nas proximidades, na parte sudeste da cidade.